# Uns al-qulub
Uns al-qulub, levde 1046, var en andalusisk qiyan.
Uns-al-Qulub var slav åt den allsmäktige vesiren Almanzor och utmärkte sig för sin skönhet, intelligens, bildning i kultur och sin talang för verser. Uns al Qulub var utbildad i poesi och sång och var en del av den andalusiske dignitärens hovfölje. Hon uppträdde på hans festivaler som en del av den pompa och ståt och de upphöjda kulturkretsar som Almanzor skapade i Medina al-Zahira, "den strålande staden", en palatsstad nära Córdoba på Guadalquivirs högra strand. 
Medan hon var i Medina Azahara förälskade hon sig i poeten Abu I Mugira Ibn Hazm, vilket nästan kostade dem livet. Historikern al-Maqqari berättar i ett avsnitt om beskrivningen av den palatsliknande staden Medina Azahara att Abu-I Mugira Ibn Hazm, poet och prosaist, kusin till Ibn Hazm, författaren till Duvans halsband, blev inbjuden av Almanzor till en måltid där hon sjöng "Uns-al-Qulub", en dikt tillägnad honom, eftersom hon hade blivit passionerat förälskad i honom. När hon hade sjungit färdigt "Uns al Qulub", tog Abu I-Mugira det personligt och svarade med andra verser.
Almanzor, misstänksam och arg över sin slavs hängivenhet, krävde en förklaring från henne med svärdet i handen, och hon svarade med att säga att hon med en lögn kunde rädda sitt liv, även om det var bättre och bekvämare att berätta sanningen för honom. Således erkände hon att hon hade blivit förälskad i gästen. Slutligen förlät Almanzor dem och gav slaven till sekreteraren Abu I Mugira Ibn Hazm; de gifte sig och levde tillsammans till hans död i Toledo år 1046.